# Jacques Normand (Schriftsteller)

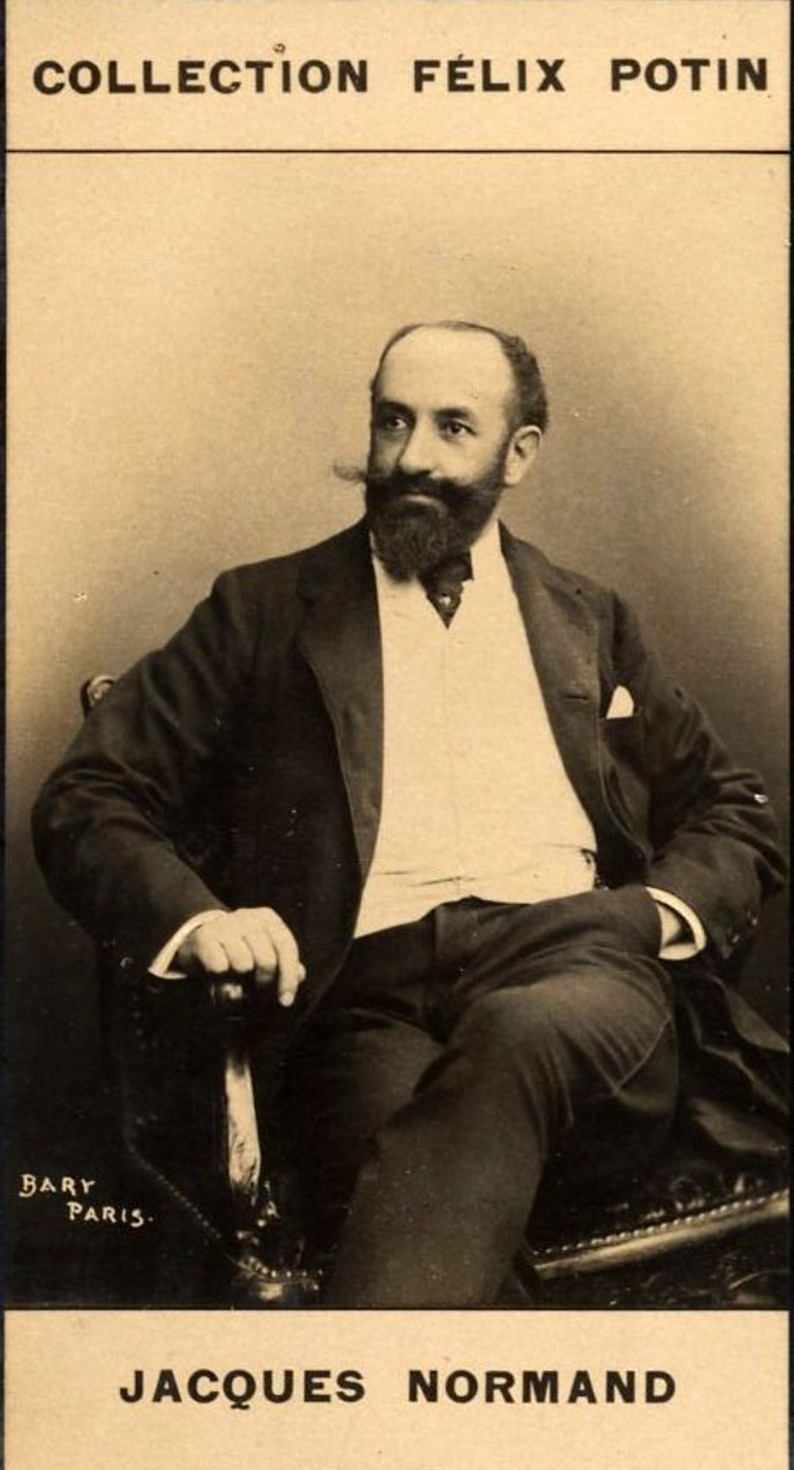
Jacques Normand

Jacques Normand (* 25. November 1848 in Paris; † 28. Mai 1931 ebenda) war ein französischer Schriftsteller.
Normand studierte Jura und wurde im Alter von 22 Jahren Rechtsanwalt. Er meldete sich 1870 zu den Gardes Mobiles und studierte nach der Demobilisierung von 1871 bis 1874 an der École nationale des chartes. 1875 erhielt er einen Abschluss als Archiviste paléographe.
Seit Anfang der 1870er Jahre trat Normand als Lyriker, Erzähler und Theaterautor hervor. 1873 erschien seine Verserzählung L'Emigrant Alsacien mit Illustrationen von Gustave Doré. Für das Gedicht La poesie de la science (mit Louis Denayrouse) zeichnete ihn die Académie française mit dem Prix de poésie aus. 1904 erhielt er den Prix Georges Lambert.
Für AIOL, chanson de geste du XIII° siècle, eine Gemeinschaftsarbeit mit Gaston Raynaud wurde er von der Académie des Inscriptions et Belles-Lettres ausgezeichnet. 1918 wurde Groz Mitglied der Société des Gens de Lettres; als deren Vizepräsident stiftete er unter seinem Namen einen Literaturpreis, den u. a. Maurice Valette (1919), André Romane (1920), Ida Faubert (1939), Claude Ducellier (1949), Odette Casadesus (1953), Claude-Pierre Boutet (1983), Michèle Hénin (1984), Jean-Pierre Desthuilliers (1987), Dominique Nourry (1988), Gérard Bocholier (1991), Gilles Prin (1992), und Jacques Simon (1993) erhielten. Groz war Ritter der Ehrenlegion.

## Werke
- Les tablettes d'un mobile, Gedichte, 1871
- L'émigrant alsacien, Verserzählung, 1873
- Le troisième larron, Theaterstück, vertont von Jules Massenet, 1874
- A tire-d'aile, Gedichte, 1878
- Paravents et tréteaux - fantaisies de salons et de théâtre, 1879
- Les écrevisses, fantaisie en vers, 1879
- L'amiral, Komödie, 1880
- Les moineaux francs, Gedichte, 1881
- Les petits cadeaux, Komödie
- Les vieux amis, Komödie
- La madonne, 1886, Roman
- La muse qui trotte, Gedichte, 1887
- Câlinette, 1890
- Courage de femme, 1890
- Musotte, Theaterstück (mit Guy de Maupassant), 1891
- Les visions sincères, Gedichte, 1894
- La douceur de croire, Theaterstück, 1899
- Soleils d'hiver, Gedichte, 1903
- Blakson père et fille, Komödie (mit Arthur Delavigne)
- Les petites marmites, Komödie (mit Arthur Delavigne)
- Voilà Monsieur, Komödie (mit Arthur Delavigne)
- Beaumarchais 1877, à-propos de..., Essay
- Les jours vécus (souvenirs d'un parisien de Paris), Essay, 1910
- En regardant la vie, Essay, 1912
- Le prieuré des deux amants, Weihnachtsgeschichte
- Le monde où nous sommes, Erzählung
- AIOL, chanson de geste du XIII° siècle